# Karl Sigmund Friedrich Wilhelm Leutrum von Ertingen

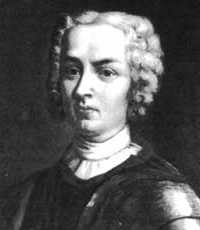
Karl Sigmund Friedrich Wilhelm von Leutrum

Karl Sigmund Friedrich Wilhelm Leutrum von Ertingen (* 27. Juni 1692; † 16. Mai 1755 in Cuneo) war ein deutscher General in sardinischen Diensten.

## Leben
Karl Sigmund Friedrich Wilhelm Freiherr Leutrum von Ertingen wurde am 27. Juni 1692 als Sohn des Freiherrn Friedrich Christoph Leutrum von Ertingen, einem baden-durlachischen Oberforstmeister geboren. Bis zum Alter von 14 Jahren blieb er auf dem väterlichen Gutshof.
1706 zog Karl Sigmund gemeinsam mit seinem Halbbruder in das Königreich Sardinien (Piemont), um im Gefolge von Prinz Eugen von Savoyen eine militärische Laufbahn einzuschlagen.
In der Folge zeichnete er sich als Kompaniechef, dann als General der Infanterie im Österreichischen Erbfolgekrieg aus, so im Jahr 1743 in der Schlacht bei Camposanto und in der Verteidigung der Festung Cuneo. 1744 wurde er zum Gouverneur von Cuneo ernannt, gegen den Marquis von Las Minas, durch geschickte Manöver gegen die Generale Mirepoix und Jean-Baptiste Desmarets, die Eroberung von Asti (1745) und von Valenza (1746). 1747 wurde er Regimentsinhaber des deutschen Fremdenregiments der Infanterie Burgsdorff. Er starb am 16. Mai 1755 in Cuneo.